# НТВ-Дизайн
«НТВ-Дизайн» — компания, которая специализировалась на производстве телевизионного дизайна и компьютерной графики для телеканалов холдинга «Медиа-Мост», впоследствии «Газпром-Медиа» — НТВ, «НТВ-Плюс» и «ТНТ-Телесеть», в настоящий момент является одним из подразделений телекомпании НТВ.

## История
Компания основана 14 октября 1996 года. Основателем и первым руководителем был Семён Левин. В этот период в НТВ-Дизайн работали замечательные дизайнеры: Борис Мирошин, Елена Китаева с супругом Андреем Шелютто, Сергей Шанович, Елена Шанович, Сергей Ильин, Анна Ершова, Михаил Пузырёв, Александр Коротич, Дмитрий Степанов и многие другие.
Впервые в истории российского дизайна работы студии удостаиваются призов на международных конкурсах. К студии приходит международное признание, расширяется сфера деятельности.
В разное время в студии работали и продолжают работать дизайнеры Илья Кондратьев, Михаил Князев, Дмитрий Гулинов, Юрий Цылин, Андрей Голиков, Дмитрий Семёнов, Антон Евдокимов, Илья Гололобов, Александр Меньков, Алексей Михайлов, Анна Калентьева, Александр Дульцев, Андрей Морев, Андрей Непомнящев, композиторы Антон Батагов и Олег Эмиров, архитекторы Алексей Зязев, Анна Бабилашвили и Денис Кузин, режиссёры Иван Скворцов, Антон Мегердичев, Андрей Лазарев, Владислав Бесогонов, Сергей Нурмамед, Григорий Лутовинов, Мария Лутовинова, Андрей Чудесников, Алексей Шевцов, Ирина Кршижановская.
В разное время руководителями промонаправлений были Елена Лапина, Наталья Собакарь, Екатерина Афонина, Полина Зимина, Эльмира Махмутова. Студия стала альма-матер для многих креативных, арт- и маркетинг-руководителей отечественных телеканалов и рекламных агентств.
В апреле 2001 года в ходе смены руководства канала Семён Левин ушёл с НТВ, а студию возглавил креативный и арт-директор Сергей Шанович, разработавший всю одежду НТВ и ТНТ в 1998—2001 годах. В мае этого же года ЗАО «НТВ-Дизайн» было ликвидировано по причине нерентабельности, после чего «НТВ-Дизайн» был интегрирован в структуру НТВ как её подразделение. Кроме того, к этому времени, техническое обеспечение студии сильно устарело:

Я могу провести вас по помещениям и показать, что мы находимся в ужасных условиях. Техника 3-4-летней давности. Четыре года назад она, конечно, была самая мощная на рынке. Но с 1998 года процессор Intel Pentium поменялся 3 или 4 раза. Сейчас мы пытаемся, конечно, все менять. Но надо понять, чем мы ценны. Мы ценны идеями, картинку-то делает художник. И те удачи, которые бывают, бывают скорее вопреки.— Сергей Шанович: «Надо быть на шаг позади», «Известия» от 19 апреля 2002.
28 января 2003 года, после прихода на НТВ Николая Сенкевича, «НТВ-Дизайн» вновь стал существовать как отдельное юридическое лицо. 28 апреля 2006 года компания была упразднена и вновь стала существовать как подразделение телекомпании НТВ.
После ухода с НТВ Сергей Шанович с частью сотрудников создал компанию SHANDESIGN, на сегодняшний день крупнейшую студию в области дизайна и промоушена на отечественном телевидении.
С 2006 по март 2016 года арт-директором и руководителем службы «НТВ-Дизайн» был Игорь Парщиков, с марта 2016 по февраль 2019 года — Игорь Сордохонов, ранее работавший для телеканалов «MTV Russia» и «Муз-ТВ», а также в SHANDESIGN, с февраля 2019 по февраль 2021 года — Павел Ситников, ранее работавший для телеканалов «ТВ3», «ТНТ» и «РЕН ТВ». С июня 2021 года арт-директором и руководителем службы «НТВ-Дизайн» является Тимур Султанов, ранее работавший для телеканала «MTV Russia», а также в «СТС Медиа» и «РТР-Дизайн».

## Награды
ТЭФИ:
- 1998 — приз за лучшее оформление телевизионной студии
- 1999 — номинация «Теледизайн»

Аниграф:
- 1997 — Гран-при фестиваля
- 1999 — Первое и второе место за компьютерную графику и анимацию в телевизионных заставках. Гран-при фестиваля
- 2000 — Гран-при фестиваля

PROMAX & BDA EUROPE:
- 2000, Берлин — Финалист в категории «Лучший дизайн эфира»
- 2002, Севилья — Золотая награда в категории «Лучший дизайн студии» (Программа Гордона)[23]
- 2002, Севилья — Серебряная награда в категории «Лучший дизайн логотипа»
- 2003, Кёльн — Золотая награда в категории «Лучший оригинальный дизайн логотипа» («Криминал»)[23]
- 2004, Рим — Золотая награда в категории «Best Sting»
- 2004, Рим — Серебряная награда в категории «лучший дизайн логотипа»
- 2009, Прага — Серебряная награда в номинации «ТВ-Промоушн» («Суперстар. Звёздные войны»)

PROMAX & BDA INTERNATIONAL:
- 2000, Новый Орлеан — Серебряная награда в категории «Оформление информационной программы»
- 2003, Лос-Анджелес — Платиновая награда в категории «Оформление информационной программы»
- 2005, Нью-Йорк — «8,5 Евгения Примакова».
- 2005, Нью-Йорк — Серебряная награда за оформление телеканала «QTV (Казахстан)».
- 2005, Нью-Йорк — «Автотоп».
- 2005, Нью-Йорк — «СССР — Куба: история одной любви».
- 2006, Нью-Йорк — Серебряная награда за оформление шапки программы «Лжец».
- 2006, Нью-Йорк — Серебряная награда за оформление студии «Воскресный вечер с Владимиром Соловьёвым».
- 2006, Нью-Йорк — Серебряная награда за общее оформление календаря «НТВ».
- 2006, Нью-Йорк — Бронзовая награда за титры программы «Следствие вели...».
- 2006, Нью-Йорк — Бронзовая награда за промотирование «Demoreel NTV-design».
- 2006, Нью-Йорк — Бронзовая награда за оформление новостной студии программы «Сегодня».
- 2006, Нью-Йорк — Золотая награда в номинации «Лучший промоушн» («Программа максимум»)
- 2006, Нью-Йорк — Золотая награда в номинации «ТВ-промоушн» («Острог»)
- 2006, Нью-Йорк — Бронзовая награда в номинации «Промоушн детской программы» («Наше всё»)
- 2009, Нью-Йорк — Серебряная награда в номинации «Лучший промоушн» («Глухарь»)
- 2009, Нью-Йорк — Серебряная награда в номинации «Дизайн» (Рекламная отбивка «Человек-дельфин. День»)
- 2009, Нью-Йорк — Бронзовая награда в номинации «Дизайн» (Оформление DVD-упаковки сериала «Секретные поручения»)
- 2009, Нью-Йорк — Бронзовая награда за промотирование «Demoreel NTV-Design»
- 2009, Нью-Йорк — Бронзовая награда (Рекламная отбивка «Человек-дельфин. Ночь»)

PROMAX & BDA (остальные):
- 2003 (P&B Russia) — Золотая награда в категории «Лучшее оформление программы».
- 2003 (P&B Russia) — Серебряная награда в категории «Лучший дизайн логотипа».
- 2003, Сингапур — Золотая награда за проект студии для программы Александра Гордона.
- 2004 (P&B World Award NYC) — Три золотые премии «World Gold Isis Award». Три серебряные премии — «World Silver Isis Award». Бронзовая награда: «World Bronze Award».
- 2012 (P&B Global Excellence) — Золотая награда в номинации «Дизайн промо-кампании программ» (Серия промо-роликов программ Павла Лобкова)
- 2012 (P&B Global Excellence) — Серебряная награда в номинации «Промо, не вышедшее в эфир» (Промо-ролик музыкальной битва «Россия vs. Украина»)
- 2013 (P&B Global Excellence) — Золотая награда в номинации «Промо телевизионного сериала» (Промо-ролик телесериала «Карпов»)
- 2018 (P&B Global Excellence) — Бронзовая награда (Рекламные отбивки)

Остальные награды:
- Пятая всероссийская выставка-конкурс «Дизайн-97» — премия «Лучший дизайн года».
- Третий Евразийский телефорум 2000 — Гран-при за оформление эфира канала.
- OMNI INTERMEDIA AWARD 2000 — 3 золотых, 2 серебряных и 1 бронзовая награда за дизайн для телеканала НТВ.
- 5-й Международный фестиваль архитектуры и дизайна интерьера — Главный приз Московского комитета архитектуры «За создание гармоничного архитектурного образа минимальными средствами», как автор проекта студии для программы Александра Гордона.
- NEW YORK FESTIVALS 2005 — золотая медаль за графику программы «Город» («Третий канал») и серебряная медаль за графику программы «Личный вклад» (НТВ).